# Itame unicolor
Itame unicolor là một loài bướm đêm trong họ Geometridae.